# Hay River Highway
Der Highway 2, vor allem unter dem Namen Hay River Highway bekannt, ist der kürzeste nummerierte Highway in den Northwest Territories.
Er verbindet Hay River mit dem Mackenzie Highway in Enterprise. Die gesamte Länge beträgt 48 km und ist komplett asphaltiert. Ca. 6 km südlich des Stadtzentrums von Hay River kreuzt er den Fort Smith Highway (Highway 5).
Der Highway war ursprünglich ein Abschnitt des Mackenzie Highways. Er wurde jedoch umbenannt, als der Highway nordwestlich von Enterprise verlängert wurde, zuerst um den Great Slave Lake nach Yellowknife, später in westlicher Richtung nach Fort Simpson.
Der Highway ist einer der "ländlichsten" Highways in den Northwest Territories.